# 萨维尼亚克德迪拉斯
萨维尼亚克-德迪拉斯（法語：Savignac-de-Duras，法語發音：[saviɲak də dyʁas]，意为“迪拉斯的萨维尼亚克”）是法国洛特-加龙省的一个市镇，位于该省西北部，属于马尔芒德区。

## 地理
萨维尼亚克-德迪拉斯（44°42'3"N, 0°11'12"E）面积14.89 平方千米，位于法国新阿基坦大区洛特-加龍省，该省份为法国西南部内陆省份，北起多爾多涅省，西接吉倫特省和朗德省，南至热尔省，东临塔恩-加龙省和洛特省。
与萨维尼亚克-德迪拉斯接壤的市镇（或旧市镇、城区）包括：莱莱沃和图梅拉格、迪拉斯、朗代尔鲁阿、里奥科、埃斯克洛特、圣塞尔南。
萨维尼亚克-德迪拉斯的时区为UTC+01:00、UTC+02:00（夏令时）。

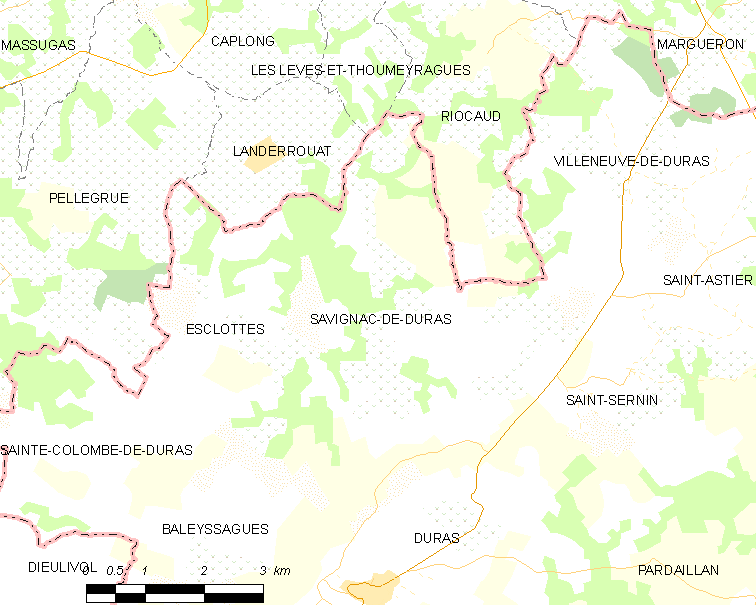
萨维尼亚克-德迪拉斯的OSM定位图

## 行政
萨维尼亚克-德迪拉斯的邮政编码为47120，INSEE市镇编码为47294。

## 政治
萨维尼亚克-德迪拉斯所属的省级选区为吉耶讷山丘县。

## 交通
洛特-加龙省省道D203线、D203E线和D311线在境内交汇。

## 人口

1962-2008年间萨维尼亚克-德迪拉斯人口变化图示

萨维尼亚克-德迪拉斯于2022年1月1日时的人口数量为214人。